# Бульвар Тараса Шевченко (Тернополь)
Бульвар Тараса Шевченко — бульвар в центре города Тернополя, Украина.

## География
В середине бульвара расположена Театральная площадь — главная площадь города, место постоянных общественных акций, политических митингов и культурных событий.
Бульвар пересекает улица Русская — центральная транспортная артерия Тернополя. С юга — улица Князя Острожского, с запада боковые улицы — гетмана Сагайдачного, Грушевского, с востока — Вячеслава Чорновила. С севера бульвар пересекает улица Каминная, продолжением бульвара является улица Юлиана Опольского.

## История
На месте современного бульвара во времена, когда территория Украины принадлежала Речи Посполитой, были оборонительные укрепления и валы.
В период между 1905 и 1914 годами, когда Тернопольский филиал общества «Просвита» возглавлял доктор Сидор Голубович, он приобрёл у купца Штайна три дома на улице Мицкевича (№ 9, 11, 13).

## Организации и учреждения
На улице расположены:
- Тернопольский академический областной драматический театр им. Т. Г. Шевченко
- Тернопольская областная универсальная научная библиотека
- Украинский Дом «Победа»
- Главное управление Государственной казначейской службы Украины в Тернопольской области
- Управление государственной казначейской службы в г. Тернополь

## Достопримечательности
- Тернопольские часы
- Фонтанный комплекс «Цветок тёрна»

### Памятники
На улице находятся памятники:
- Независимости Украины
- Соломеи Крушельницкой
- Ярославу Стецько

### Парки
- Сквер имени Тараса Шевченко — памятник садово-паркового искусства — с несколькими экзотическими деревьями.

## Галерея

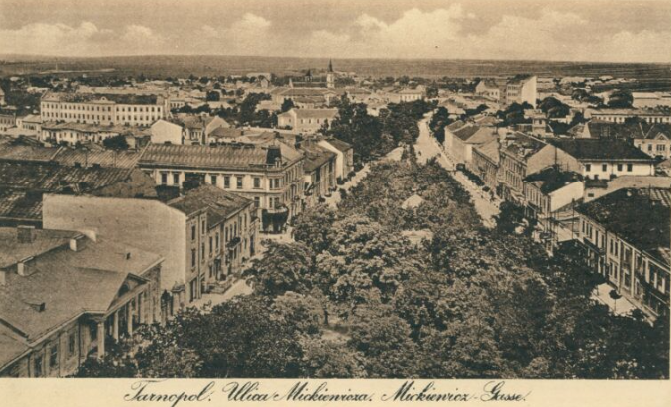
Вид с башни приходского костела, 1918.
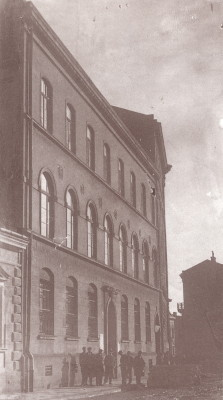
Тернопольская мужская учительская семинария, здание
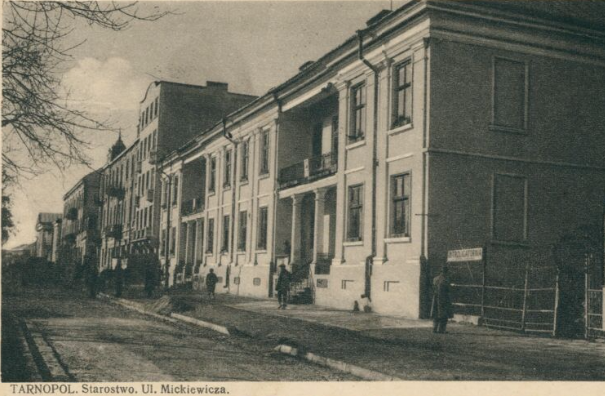
Староство (ныне бульвар Шевченко)
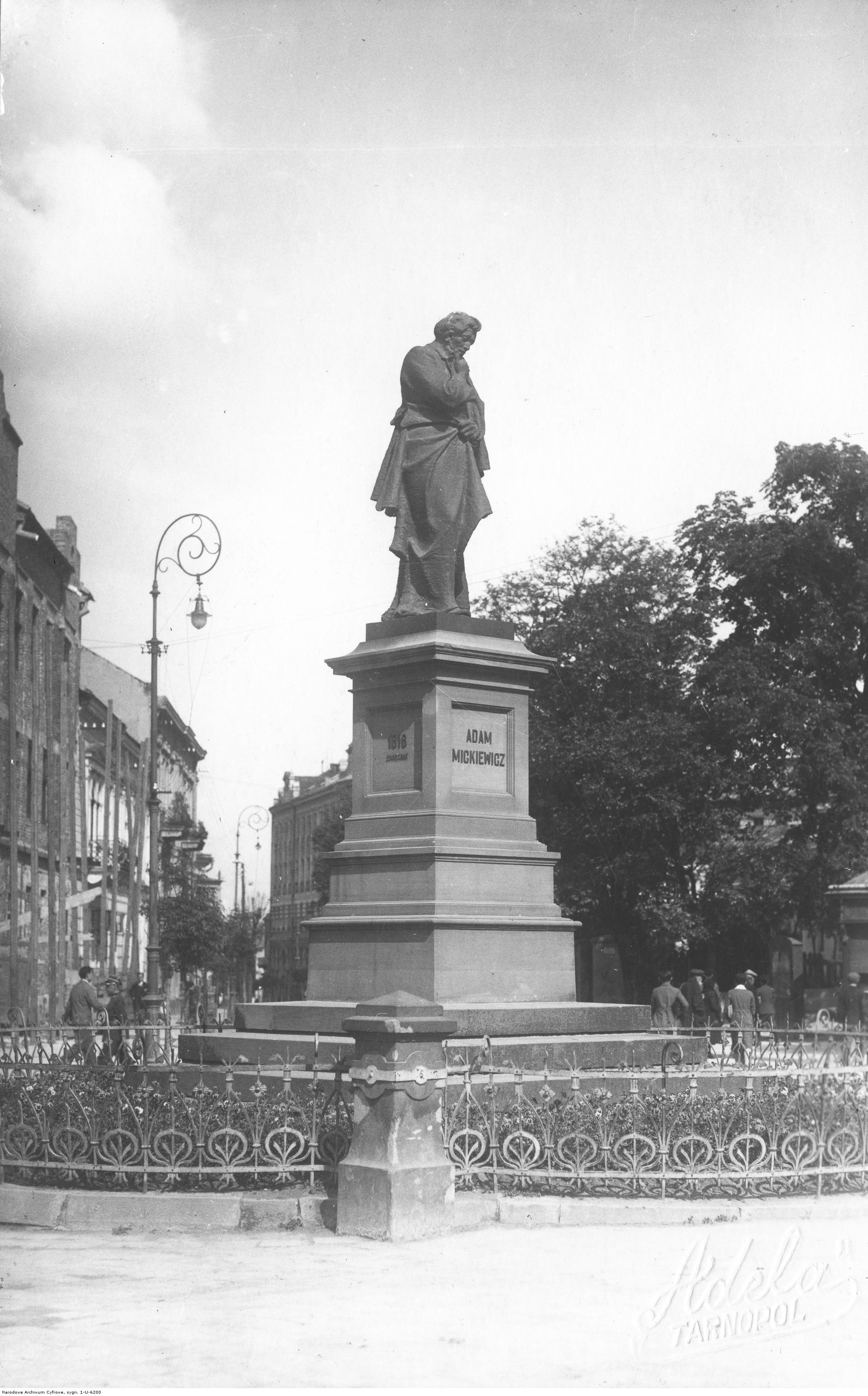
Памятник Мицкевичу
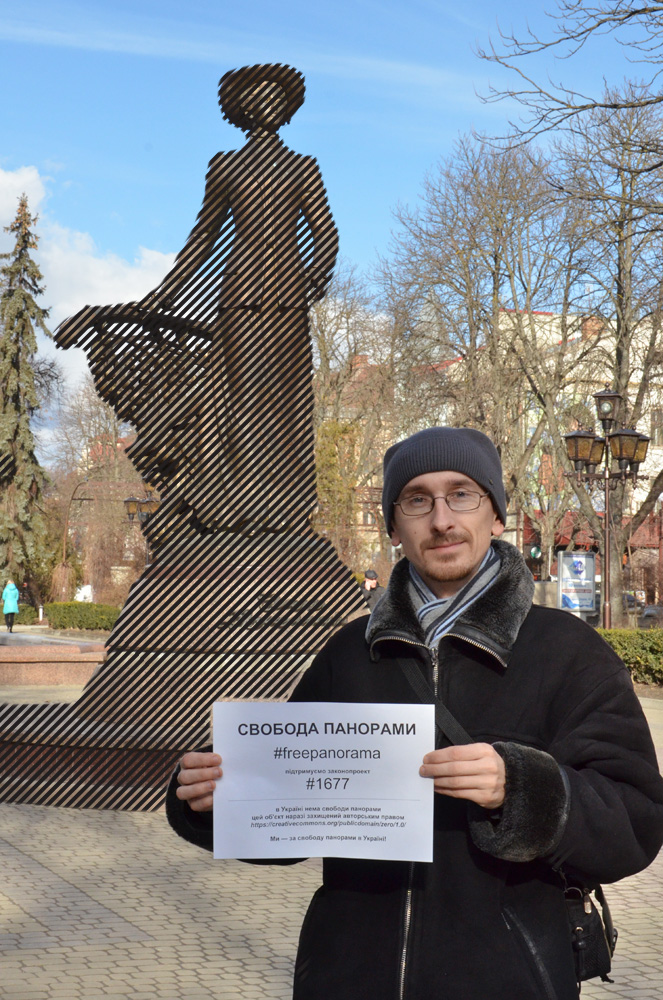
Памятник Соломии Крушельницкой